# Cromone
Il cromone è una molecola organica che deriva formalmente dal benzopirano per aggiunta di un gruppo chetonico nell'anello piranico. I derivati del cromone sono conosciuti con il nome di cromoni. La maggior parte dei flavonoidi sono cromoni.
Vengono utilizzati nella terapia di fondo per l'asma
Tra i derivati farmacologici in commercio di cromoni abbiamo:
- sodio cromoglicato
- nedocromil

Entrambi inibiscono il rilascio dell'istamina dai mastociti.